# 檜與平
檜  與平(日文：ひのき よへい，1920年—1991年)為日本德島縣出身的舊日本陸軍戰鬥機飛行員，最終階級為少佐。
曾經是著名的加藤隼戰鬥隊一員，在與敵戰鬥機空戰中失去右腳小腿，裝上義肢後回歸戰線，因此被稱為義肢王牌、鐵腿王牌。

## 概說
其為首位擊墜P-51(P-51A型的A-36A攻撃機，美國陸軍航空軍第311戰鬥轟炸機群harry milton上校機)的日本飛行員(當時座機為一式戰鬥機「隼」)。
1943年11月在追擊美軍軍機並取得擊墜3機的戰果後遭P-51擊中，緊急迫降仰光機場並因重傷而切斷右小腿，因而在1944年從第64戰隊調往明野教導飛行師團(舊明野陸軍飛行學校)。
在大戰末期又因應本土防空工作而擔任飛行第111戰隊第2大隊長，使用杜拉鋁製的義肢駕駛新銳的五式戰鬥機重返戰場，於1945年7月在伊勢灣上空再次擊墜P-51(美國陸軍航空軍第506戰鬥機群John Benbow上尉機, 屬於P-51D)，報了右腳的一箭之仇。

## 經歷
- 1940年 日本陸軍士官學校畢業，配屬於飛行第64戰隊。
- 1941年 參加東江作戰。同年12月參加馬來空戰。
- 1942年1月參加新加坡空戰，2月參加巨港空戰、爪哇空戰，3月參加緬甸空戰。
- 1943年11月 於印度洋空戰中中彈，右腳小腿以下切除。
- 1944年10月 擔任明野教導飛行師團附教官。
- 1945年6月 升任少佐，擔任飛行第111戰隊大隊長進行本土防空工作。

## 著作
- 《加藤隼戦闘部隊》 - 與同僚遠藤健陸軍中尉的共同著作，是在離開飛行第64戰隊而前往本土的明野飛行學校時，描述前任加藤部隊與加藤建夫陸軍少將的戰時著作，同時也是1944年電影加藤隼戰鬥隊的原作。
- 《紅の翼 － ああ、ただ一機檜戦闘機隊 －》 東京ライフ社(1957年)。
- 《つばさの血戦 － かえらざる隼戦闘隊》 光人社ＮＦ文庫(1995年)。